# Fairy 란마루 ~당신의 마음을 돕겠습니다~
《Fairy 란마루 ~당신의 마음을 돕겠습니다~》(일본어: Fairy蘭丸〜あなたの心お助けします〜)는 스튜디오 코메트가 제작한 일본의 애니메이션이다. 2021년 4월부터 6월까지 방영되었다.